# Kutela, Smolean
Kutela (în bulgară Кутела) este un sat în comuna Smolean, regiunea Smolean,  Bulgaria. 

## Demografie
Componența etnică a satului Kutela
     Bulgari (35,65%)
     Nicio identificare (64,34%)
     Altele (0%)
La recensământul din 2011, populația satului Kutela era de 345 locuitori. Nu există o etnie majoritară, locuitorii fiind  și bulgari (35,65%). Pentru 64,34% din locuitori nu este cunoscută apartenența etnică.